# GARNET CROW live scope 2004 〜君という光〜
『GARNET CROW live scope 2004 〜君という光〜』（ガーネット クロウ ライヴ スコープ にせんよん きみというひかり）は、GARNET CROWの2枚目のライブDVDである。2004年6月16日発売。発売元はGIZA studio。

## 解説
- 2004年に行われた2度目のライブツアー、及びメンバーへのインタビューを収録。

## 収録会場
東京・渋谷公会堂

## 収録内容
DISC1
1. Timeless Sleep
2. 泣けない夜も 泣かない朝も
3. flying
4. Endless Desire
5. 水のない晴れた海へ
6. 未完成な音色
7. 君という光
8. 今日の君と明日を待つ
9. Marionette Fantasia
10. 永遠を駆け抜ける一瞬の僕ら
11. 千以上の言葉を並べても...
12. 夢みたあとで
13. 永遠に葬れ
14. 君の家に着くまでずっと走ってゆく
15. 夏の幻
16. Mysterious Eyes
17. 僕らだけの未来
18. スパイラル
19. 雨上がりのBlue
20. Holy ground
21. 二人のロケット

...and Interview & Making